# 高校生家族
『高校生家族』（こうこうせいかぞく）は、仲間りょうによる日本の漫画。『週刊少年ジャンプ』（集英社）において、2020年40号から2023年12号まで連載された。

## 概要
ペットを含めた家族全員で同じ高校に通うことになった一家「家谷家」の学校生活を描いた青春ギャグ漫画。サブタイトルは「○○の○○」となっている。
基本的には長男・光太郎を主人公としながらも、部活でバレーに打ち込む父・一郎や、将棋で類まれな才能を発揮する妹・春香など、他の家族に焦点を当てて展開する話も多く、群像劇としての面も持つ。
一郎と洲崎が表紙となった単行本第2巻の帯には『ハイキュー!!』を連載していた古舘春一からイラストとコメントが寄せられた。
2022年8月、「次にくるマンガ大賞2022」コミックス部門にて第9位を獲得した。

## ストーリー
中学を卒業し、目出鯛（めでたい）高校への進学が決まった主人公・家谷光太郎。入学式当日の朝、高校生活に胸を膨らませる光太郎は、中卒で昔から高校生活に憧れを抱いていた父親の一郎から、同じ高校に通うことになったことを告げられる。更には一郎と同じく中卒である母親の静香、妹で小学生の春香、果てはペットのゴメスまで同じ高校に通うことを知らされる。こうして家谷家の面々に巻き込まれる形で、光太郎の高校生活が幕を開ける。

## 登場人物
声はボイスコミックでの担当声優。初期作品とお泊り会編で担当は異なる。お泊り会編では主要キャストが複数の役を兼務している。

### 家谷家
本作の中心となる一家。光太郎の高校進学に合わせて全員が目出鯛高校1年3組に入学し、80話で2年3組へと進級した。連載1周年にあたる53話で全員が誕生日を迎えている。
家谷 光太郎（いえたに こうたろう）
声 - 陽向ゆき（初期作品） / 天﨑滉平（お泊り会編）
本作の主人公で家谷家の長男。15歳→16歳。中学を卒業して高校に入学したごく一般的な高校生。クラスでの係は「いきもの係」。
同級生の亜梨沙に想いを寄せており、彼女が持っていたアルトサックスケースをラケットバッグと勘違いしたことでテニス部に入部した。103話で生徒会長に就任。
家谷 一郎（いえたに いちろう）
声 - 赤地紅河（初期作品） / 駒田航（お泊り会編）
光太郎の父で元サラリーマン。45歳→46歳。クラスでの係は「係長」。家庭の事情により高校進学を断念し中卒になった過去を持ち、高校生活に強い憧れを持っていた。スポーツ万能なことに加えて会社員の経験で培ったエクセルやパワーポイントなどのパソコン作業が得意だが、そこで用いられる2次関数が理解出来ない程、数学が苦手で赤点を取ってしまう不可解な能力の持ち主。
中学時代にバレーボールの経験があり、目出高でもバレー部に入部しようとするが、既に入部テストが終わっていたため当初は雑用係を務めていた。OB・奥野からの高い評価と赤点追試によるエース・洲崎の部活停止をうけて練習試合のスタメンに抜擢されると、そのまま正式な部員へと昇格。春高予選編ではアウトサイドヒッターとしてスタメンを勝ち取り、洲崎と共にダブルエースを形成した。しかし年相応に体にはガタが来ており、腰痛などを発症して戦線離脱することもしばしばある。
家谷 静香（いえたに しずか）
声 - 藍沢歩実（初期作品） / 洲崎綾（お泊り会編）
光太郎の母で現役主婦。42歳→43歳。本人は自覚していないが、容姿端麗な美人。夫である一郎同様、中卒という後ろ暗い所があったため、高校生活に強い憧れを持っていた。「何事も挑戦」を信条に、高飛び込みや野球部のマネージャーなど、唐突に新たな物事に挑戦し始めることがある。お菓子作りが得意で、クラスでの係は「お菓子係」。
家谷 春香（いえたに はるか）
声 - 立石みこ（初期作品） / 洲崎綾（お泊り会編）
光太郎の妹。8歳→9歳。光太郎と一郎からは「ごく普通の少女」だと思われていたが、8歳にして入試でトップの成績を残し、飛び級で高校に進学した。クラスでの係は「ほめほめ係」。
年齢を理由に多くの部活から入部を断られる中、唯一誘いを受けた将棋部の見学中に駒の動きを覚えただけでアマ五段の主将・筧を打ち負かす非凡な才能を見せ、求めていた女子高生らしい部活動像との間にギャップを感じながらもそのまま入部を決める。
家谷 ゴメス（いえたに ゴメス）
声 - 北奈つき（初期作品） / 天﨑滉平（お泊り会編）
家谷家のペット。つぶらな瞳を持つネコで「ナーン」と鳴く。クラスでの係は「いきもの係」。

### 1年3組
家谷家全員が1年時（1 - 80話）に属していたクラス。
屋敷 理子（やしき りこ）
声 - 洲崎綾（お泊り会編）
1年3組の学級長。母親が目出高の教頭を務めているが、母娘間での折り合いは悪い。高校内に家族がいるという共通点を持つ光太郎に好意的な感情を抱いている。光太郎の生徒会長就任に伴い、副会長に就任。
西 進（にし すすむ）
声 - 駒田航（お泊り会編）
光太郎、一郎の友人。絵が得意。自身の考えたキャラクター「バーチャルアマゾネス」をアバターにバーチャル配信活動を行い、人気を博している。光太郎の生徒会長就任に伴い、書記に就任。
竹林 信勝（たけばやし のぶかつ）
声 - 駒田航（お泊り会編）
光太郎の友人。野球部。父子家庭で育ったことから静香に母性を求めてしまう。
カナ/ユキ
春香の友人の女子2人組。クラスでの係は「レク係」。
知念 匠（ちねん たくみ）
声 - 谷川誠（初期作品） / 駒田航（お泊り会編）
1年3組の担任教師。教師歴10年。担当教科は数学。

### 2年3組
家谷家全員が2年時（80話 - ）に属するクラス。本項のキャラクターに加えて1年3組の項から竹林（2年2組）と知念を除く全員と、バレー部の項から洲崎が進級している。
弓木 亜梨沙（ゆみき ありさ）
声 - 洲崎綾（お泊り会編）
1年時から登場する光太郎の意中の相手。吹奏楽部。母・花江（はなえ）（声 - 青井玲（お泊り会編））が静香の中学時代の同級生だった。
ハドソン・昌志・ハドソン（ハドソン・まさし・ハドソン）
声 - 駒田航（お泊り会編）
1年時の途中で目出高に編入してきた留学生。元来シャイな性格で編入前の見学時には心を閉ざしてもいたが、日本の漫画文化に関心があり、光太郎が咄嗟に披露したドラゴンボールのモノマネによって打ち解けた。亜梨沙とは1年時から同じクラスであることに加えて家が隣同士。アメリカにガールフレンドがいる。
坂本 素子（さかもと もとこ）
2年3組の担任教師。

### バレー部
一郎が所属する。推薦入学組がいるなど目出高の中でも盛んな部活の一つ。奥野が在籍していた頃の「黄金時代」には全国でも名を馳せていた。
洲崎 透流（すざき とおる）
声 - 駒田航（お泊り会編）
1年2組→2年3組。バレー部の中でも抜きん出た才能を持ち、入学直後からエースと呼ばれる。そのため当初は他の部員との力量差に失望を感じてもいたが、自身についてこられる能力を持った一郎の入部に密かに気持ちを昂ぶらせる。ポジションはアウトサイドヒッター。推薦入学組の1人で勉強は苦手。
渋谷 類（しぶや るい）
声 - 天﨑滉平（お泊り会編）
2年生→3年生（副部長）。推薦入学組。洲崎にも匹敵する才能を持ちながら素行が悪く、2年に進級してからは他校の不良とつるみ、まともに部活に参加しない幽霊部員となっていた。停学明けで久しぶりに顔を出した部活で一郎を相手に完敗を喫し、心を入れ替えて練習に参加するようになる。ポジションはアウトサイドヒッター（一郎入部前）→リベロ。
成瀬 清太郎（なるせ せいたろう）
声 - 天﨑滉平（お泊り会編）
3年生（部長）→OB。ポジションはセッター。体格には恵まれないがハートの強さを評価される。みつるとたけるという双子の弟を持つ。
長井 塔矢（ながい とうや）/ 福山 要（ふくやま かなめ）/ 船越 昇（ふなこし のぼる）
1年時の春高予選編でのスタメン部員。学年とポジションはそれぞれ長井が3年・ミドルブロッカー、福山が2年・ミドルブロッカー、船越が2年・オポジット。船越は成瀬らの引退後に部長に就任している。
川藤 強（かわとう つよし）
バレー部監督。44歳。一郎の中学時代の後輩で、当時から一郎のことを慕っていた。
赤井 琴音（あかい ことね）
声 - 洲崎綾（お泊り会編）
バレー部マネージャー。2年生→3年生。洲崎と同じ中学の出身。
奥野 順平（おくの じゅんぺい）
バレー部OB。24歳。

### テニス部
光太郎が所属する。バレー部のように盛んな部活ではなく、一時は廃部の危機にも瀕していた。部室にはゲーム機や大量のテニス漫画が置かれている。部のモットーは「エンジョイ＆ファイヤー」。
北山 拓海（きたやま たくみ）
声 - 天﨑滉平（お泊り会編）
光太郎が1年時のテニス部部長。3年生→OB。唯一の新入部員である光太郎を逃すまいと1年生エースとして祭り上げる。卒業後は大学受験で浪人し、OBとしてテニス部を訪れている。
佐野 隼（さの はやと）/ 黒川 歩夢（くろかわ あゆむ）
声 - 黒川歩夢：天﨑滉平（お泊り会編）
テニス部員。共に2年生→3年生。
山本（やまもと）
テニス部顧問。

### 将棋部
春香が所属する。部員は少ないが個々の実力は高い。元々は殺風景な部室だったが、春香の入部後に筧によってファンシーに飾られている。
筧 清司（かけい せいじ）
声 - 駒田航（お泊り会編）
将棋部主将。2年3組→3年生。春香と出会った時点で将棋歴7年、アマ五段の実力者だったが、初めて将棋を指した春香の前に敗れる。自身を倒した春香の才能を「将棋の世界で活躍しなければならない人間」だと考え、勝負の道へと導く。
上野 真（うえの まこと）/ 倉本 新（くらもと あらた）
声 - 上野真：天﨑滉平（お泊り会編）、倉本新：駒田航（お泊り会編）
将棋部員。上野がアマ三段、倉本がアマ初段。共に2年生→3年生で女子と話すのが苦手。

### 目出鯛高校の人物
花沢 誠（はなざわ まこと）
家谷家より1学年上の目出高生。2年3組→3年生。顔が怖いが良い人。春香との初対面時にゴミ運びを手伝ったことから「運び屋」のあだ名で呼ばれる。理由あって両親と離れて暮らしており、妹の愛のために多くのアルバイトを掛け持ちしている。
渡辺 貴子（わたなべ きこ）
3年生（3留済み）→OB。年上趣味があり一郎にアプローチをかけているが、妻帯者であることを理由に断られ続けている。
校長先生
声 - 森田則昭（お泊り会編）
猫が好き。
教頭先生
声 - 洲崎綾（お泊り会編）
理子の母。猫が苦手。

### その他の人物
花沢 愛（はなざわ あい）
誠の妹でほとんど同じ顔をした女子小学生。誠を通じて春香と知り合い、友達となる。
家谷 ベン（いえたに ベン）
ゴメスがゴミ捨て場で保護し、一時的に家谷家で飼われていた子猫。ゴメスとは兄弟同然にしていたが、家族が見つかったことで野良にかえった。
家谷 八郎（いえたに はちろう）
一郎の父、光太郎の祖父。83歳。普段は入院生活を送っている。体験入学として目出高に通うが、半日でリタイアとなった。
青山 達也（あおやま たつや）
一郎が高校入学前に勤めていた会社（トボタ自動車）での元同僚。45歳。一郎が会社を辞めたことをもったいないと思っており、一郎の高校退学と会社への出戻りを日々画策している。
矢守 完徹（やもり かんてつ）
日々野市噴水公園前交番に勤務する巡査。28歳。目出高のOB。
梅沢 蓮（うめざわ れん）
バレー部のライバル校・木乃独（きのどく）高校のエース。2年生→3年生。高い観察眼を武器にする。一郎の中学時代のライバル・紳（しん）を父親に持つ。
三ツ矢 舞（みつや まい）
春香が将棋対局会で出会った他校の女子高生。対局会では思わず会場から走り去る程の差を見せつけられて敗れるが、敗北を乗り越えて春香の将棋友達となる。
桐生 知洋（きりゅう ともひろ）
現役最強とされるプロ将棋棋士。三冠のタイトルを保持し、春香をして「強い…」と感嘆させる実力を持つ。対局前に糖分補給として自身がこれまでに積み上げてきたタイトル数と同じ30段のパンケーキを食べることをルーティンとしている。

## 書誌情報
- 仲間りょう 『高校生家族』 集英社〈ジャンプ・コミックス〉、全11巻
  1. 「憧れの高校生」2021年2月9日発行（2月4日発売[集 1][5]）、ISBN 978-4-08-882616-5
  2. 「俺らの黄金時代」2021年6月9日発行（6月4日発売[集 2]）、ISBN 978-4-08-882684-4
  3. 「竹林の母」2021年9月8日発行（9月3日発売[集 3]）、ISBN 978-4-08-882762-9
  4. 「二学期の襲来」2021年11月9日発行（11月4日発売[集 4]）、ISBN 978-4-08-882869-5
  5. 「俺たちの絆」2022年2月9日発行（2月4日発売[集 5]）、ISBN 978-4-08-883012-4
  6. 「コートの変人」2022年6月8日発行（6月3日発売[集 6]）、ISBN 978-4-08-883142-8
  7. 「妹の後輩」2022年9月7日発行（9月2日発売[集 7]）、ISBN 978-4-08-883226-5
  8. 「西の高校生家族」2023年1月9日発行（1月4日発売[集 8]）、ISBN 978-4-08-883424-5
  9. 「職場の高校生」2023年3月8日発行（3月3日発売[集 9]）、ISBN 978-4-08-883435-1
  10. 「恋の潮時」2023年6月7日発行（6月2日発売[集 10]）、ISBN 978-4-08-883560-0
  11. 「青春の日々」2023年7月9日発行（7月4日発売[集 11]）、ISBN 978-4-08-883566-2